# بسته‌بندی دارو

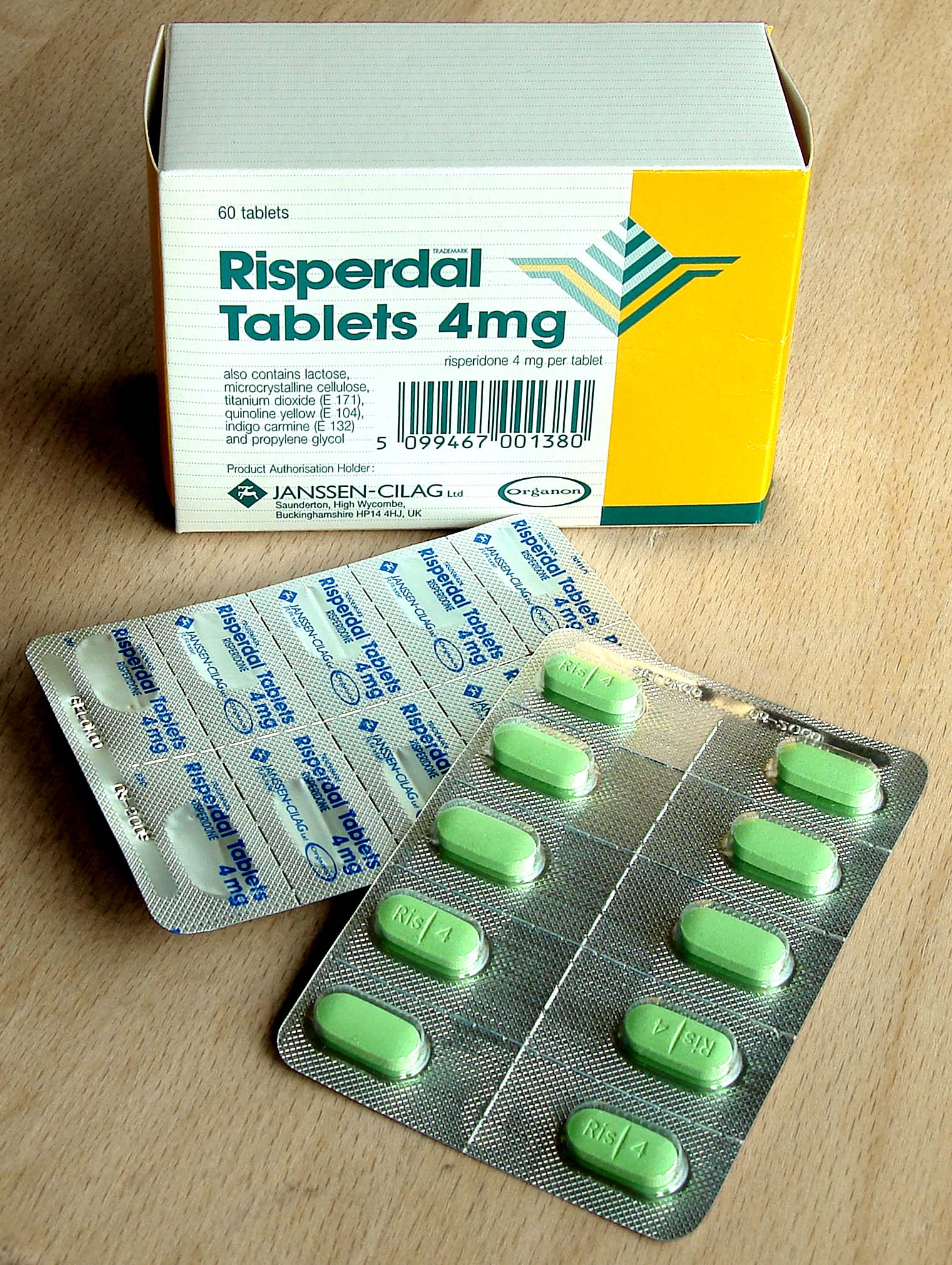
قرص در بسته بندی حبابی درون کارتن تاشو

بسته بندی دارویی اشاره به بسته بندی و مراحل بسته بندی داروها دارد. این شامل کلیه عملیات‌ها از تولید تا توزیع دارو تا مصرف‌کننده نهایی است.
بسته بندی دارویی بسیار مقرون به صرفه است اما بسته به کشور مبدأ یا منطقه، جزئیات آن کمی متفاوت است. چندین عامل متداول می‌تواند شامل موارد زیر باشد: اطمینان از ایمنی بیمار، اطمینان از اثربخشی دارو در طول عمر مفید، یکنواختی دارو از طریق قطعات مختلف تولید، مستندسازی کامل کلیه مواد و فرایندها ، کنترل اثرات احتمالی اجزای بسته بندی به داخل دارو ، کنترل تجزیه دارو توسط اکسیژن، رطوبت، گرما و غیره، جلوگیری از آلودگی میکروبی، بی اثر شدن و غیره. بسته بندی بخشی جدایی ناپذیر از محصولات دارویی است.

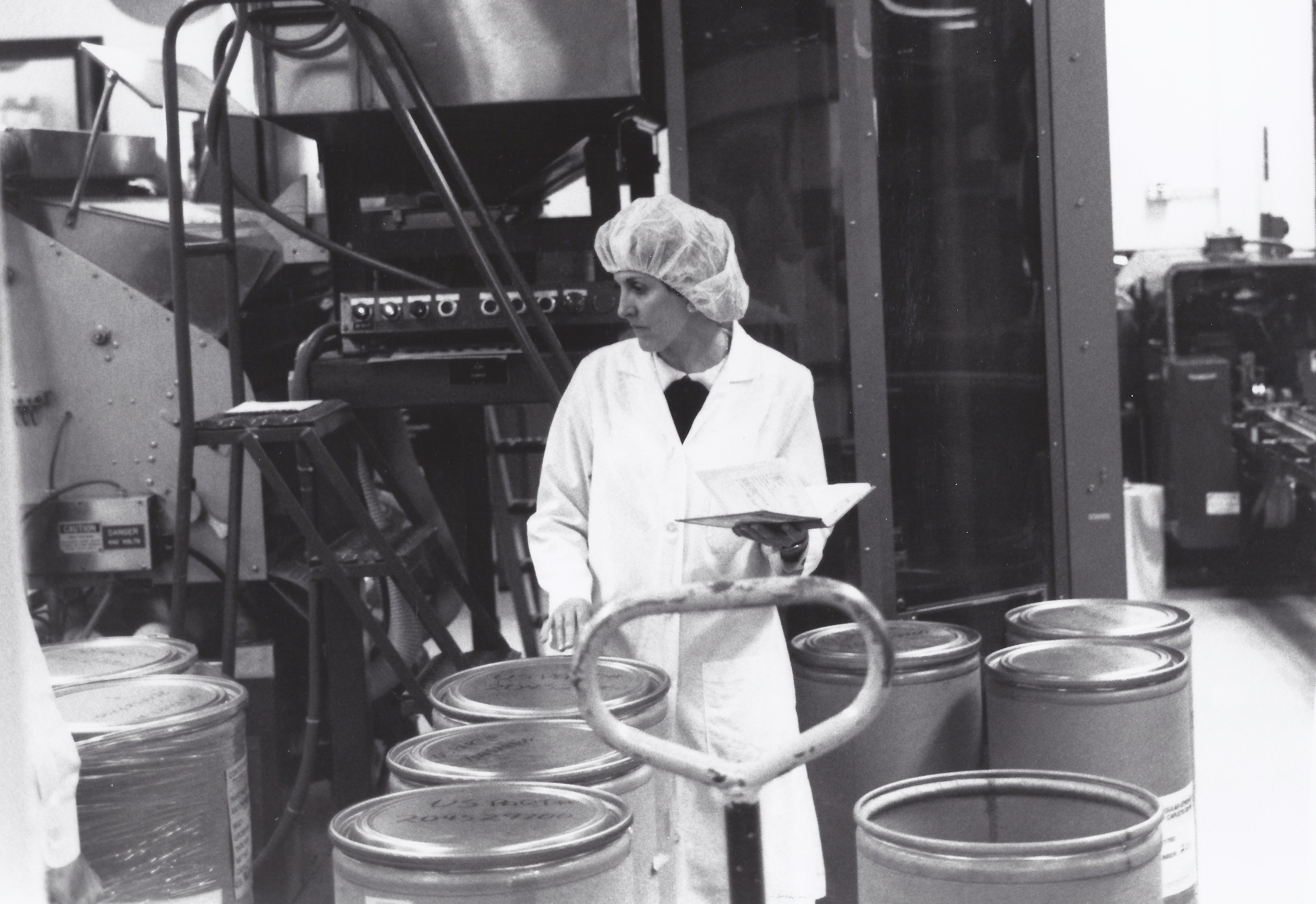
داروهای فله در طبل‌های فیبر دار

## مثال‌ها

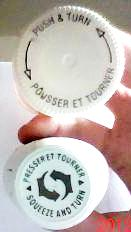
نمونه ای از دو نوع کلاهک ایمنی مقاوم در برابر دسترسی کودکان
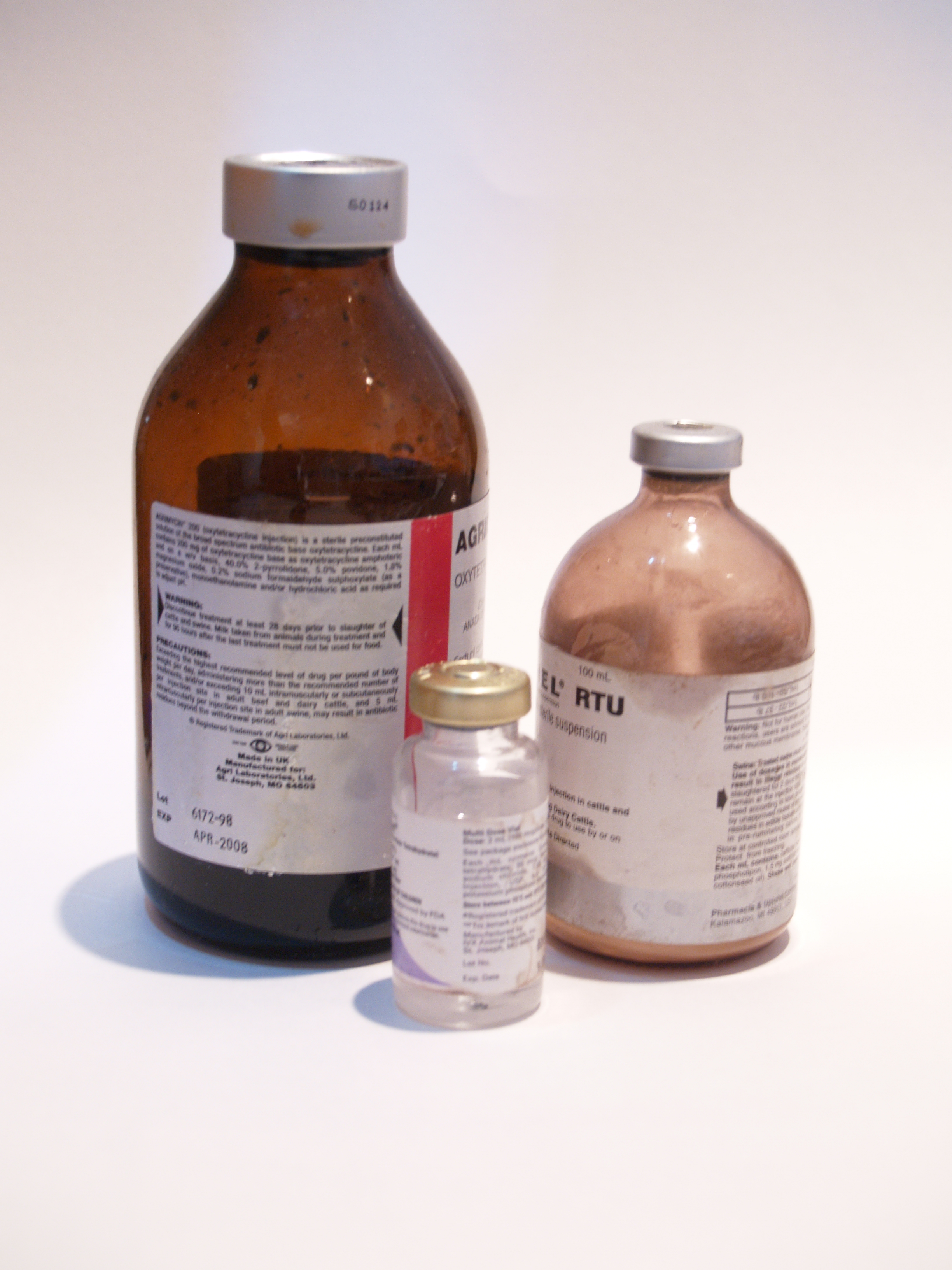
لوازم دامپزشکی
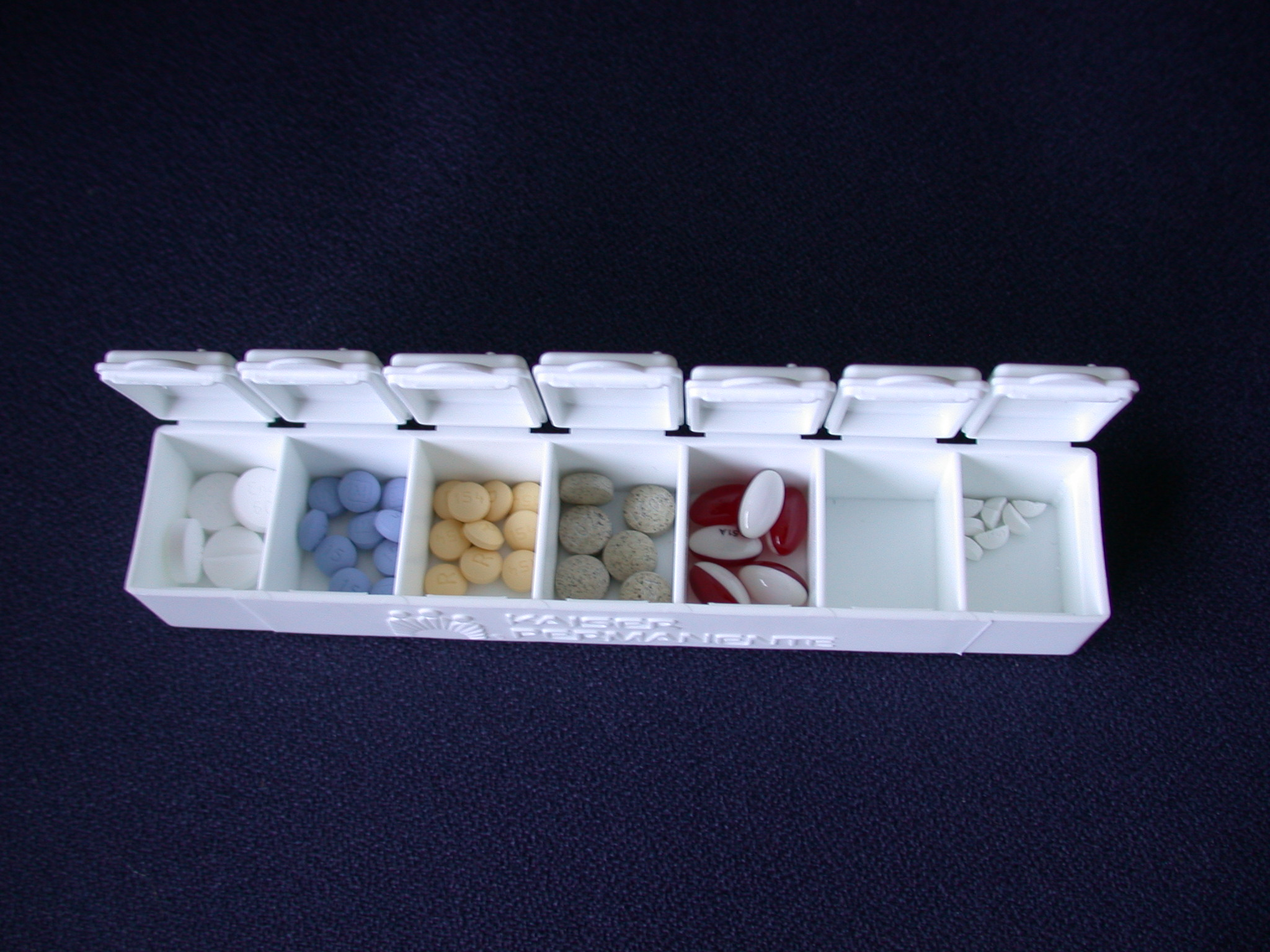
جعبه قرص برای خانه
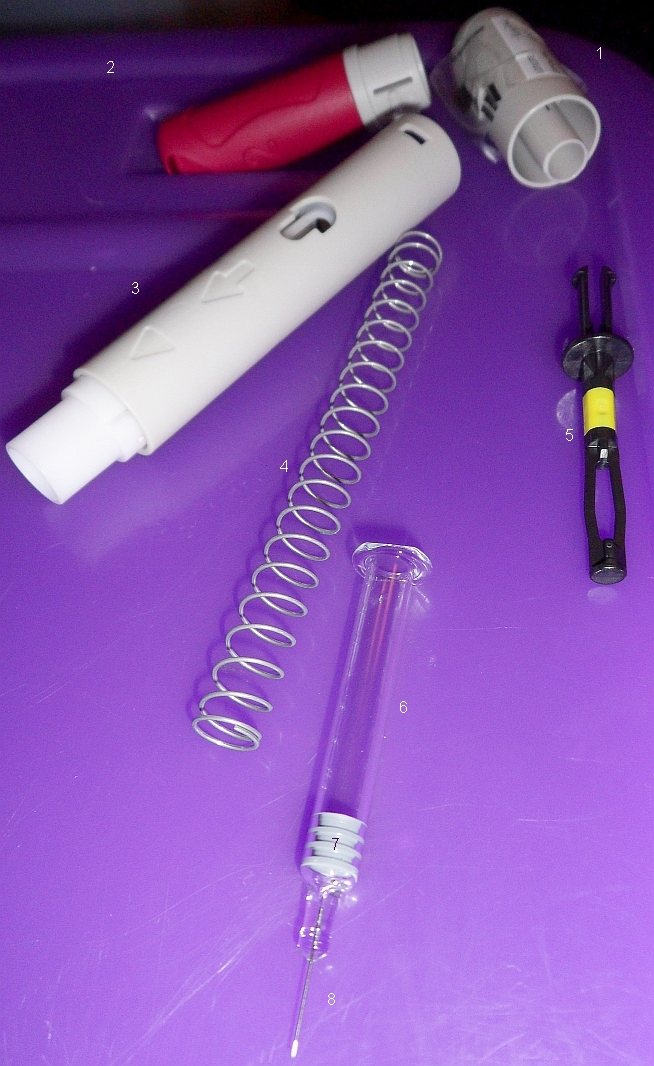
اجزای بسته تزریقی
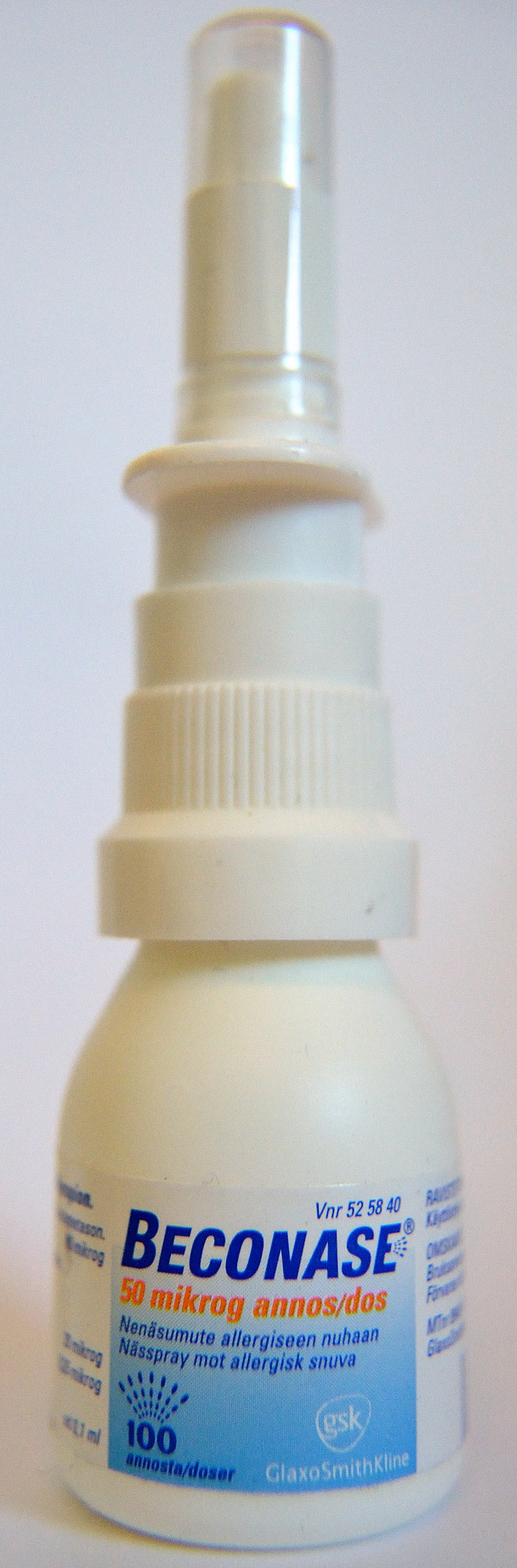
اسپری بینی
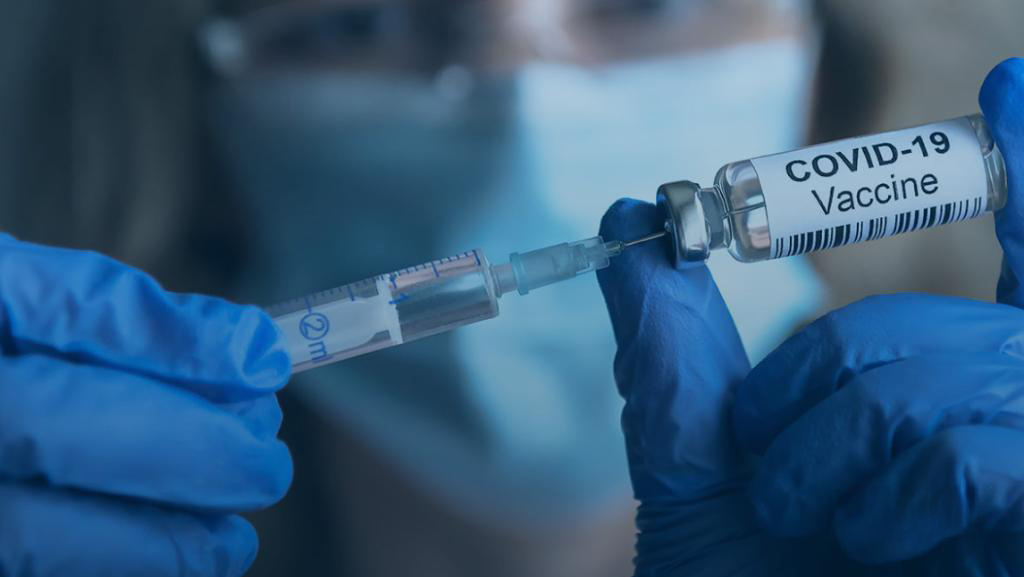
ویال واکسن و سرنگ
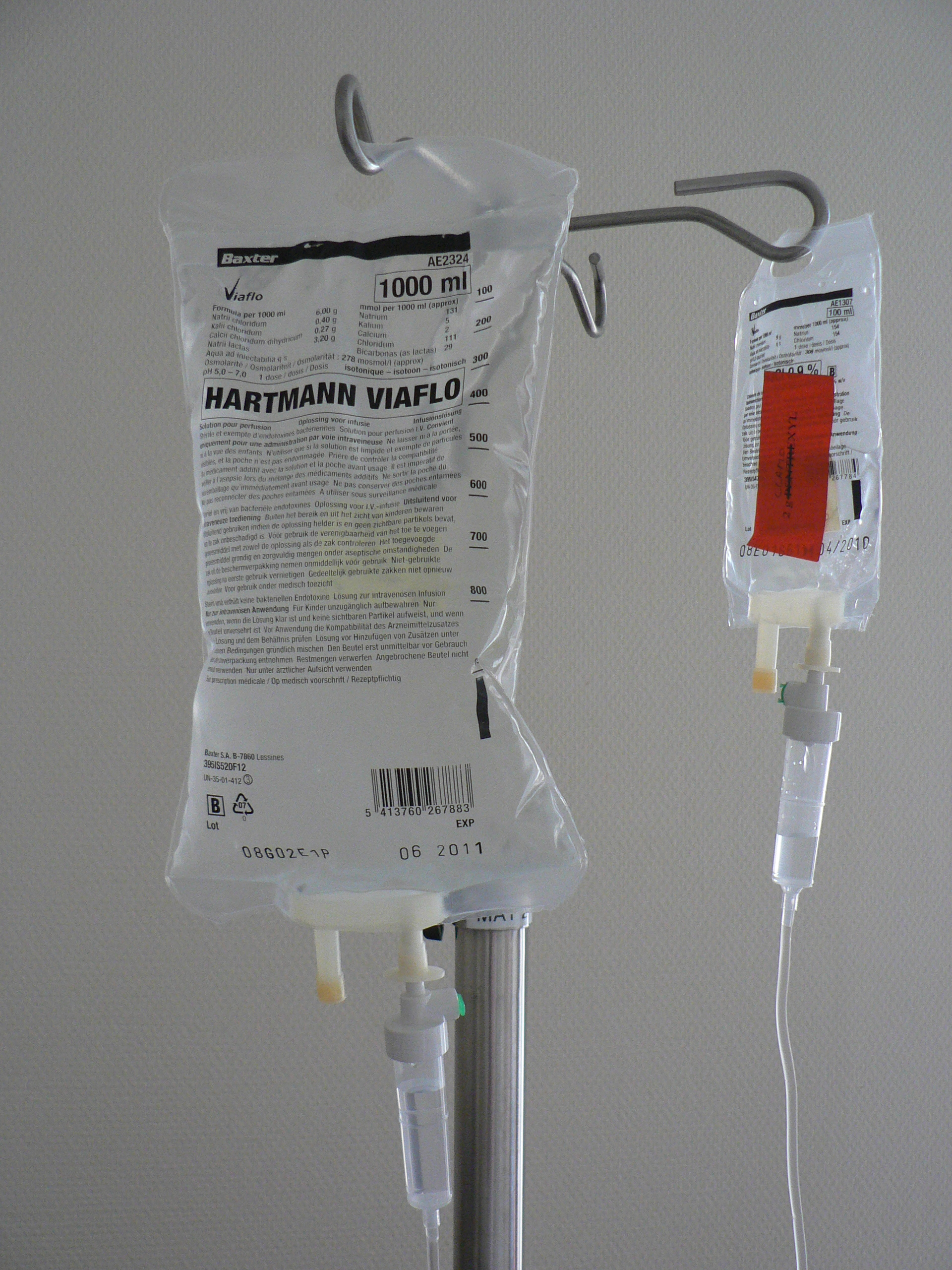
درمان داخل وریدی
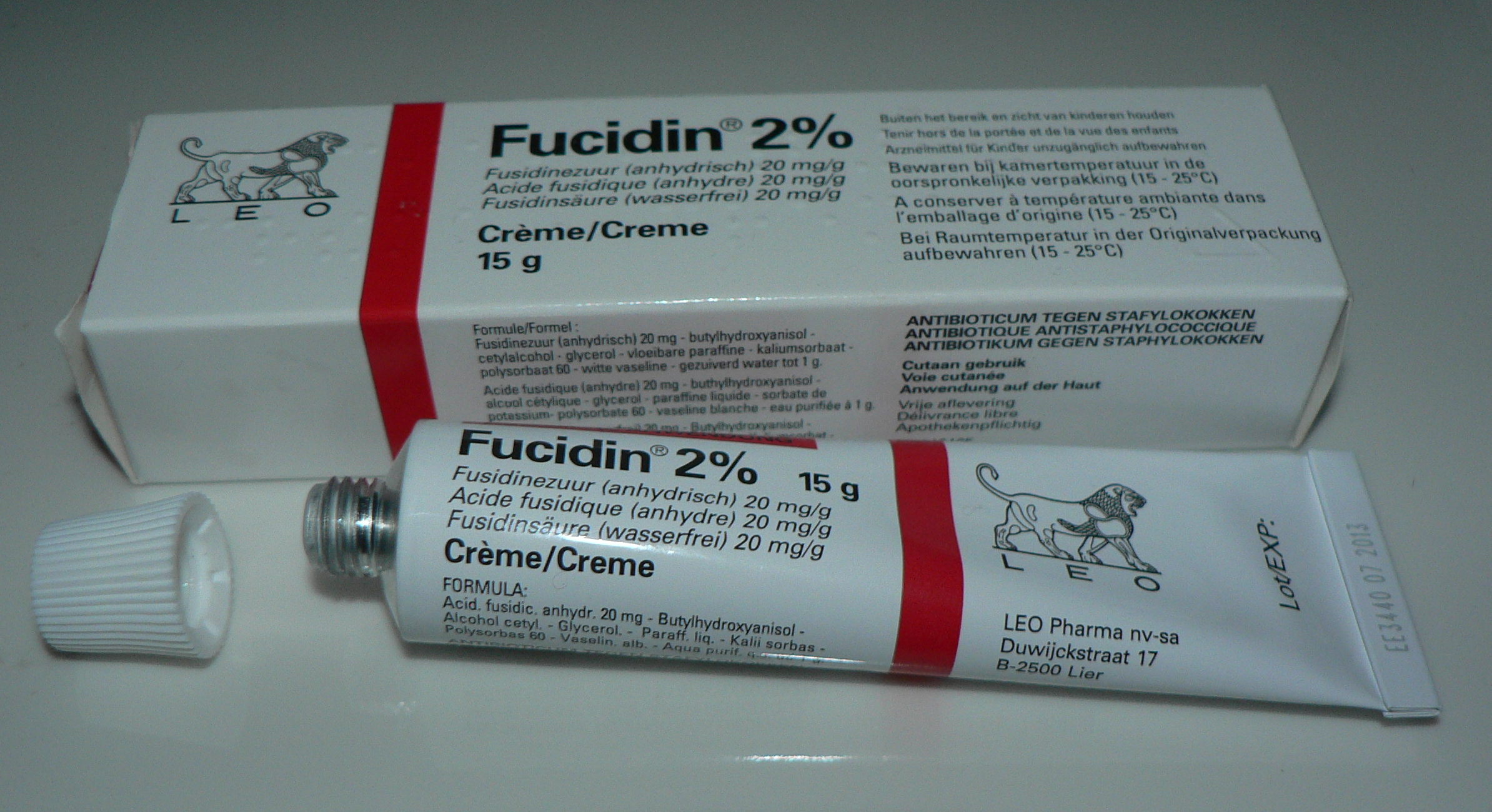
لوله پماد
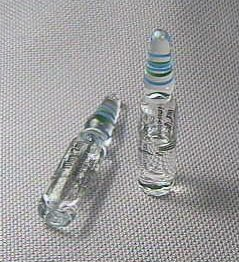
آمپول
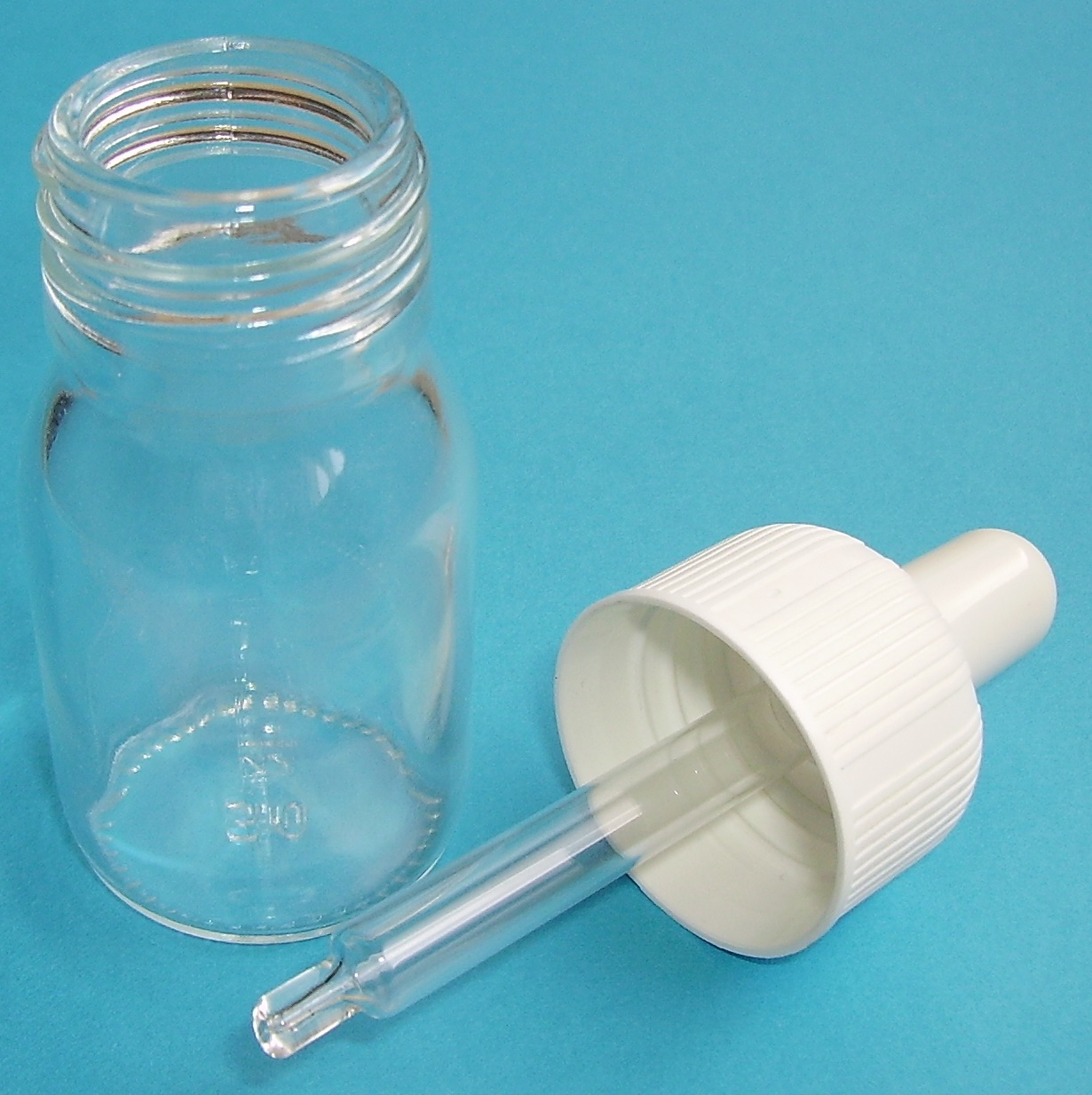
پیشخوان رها
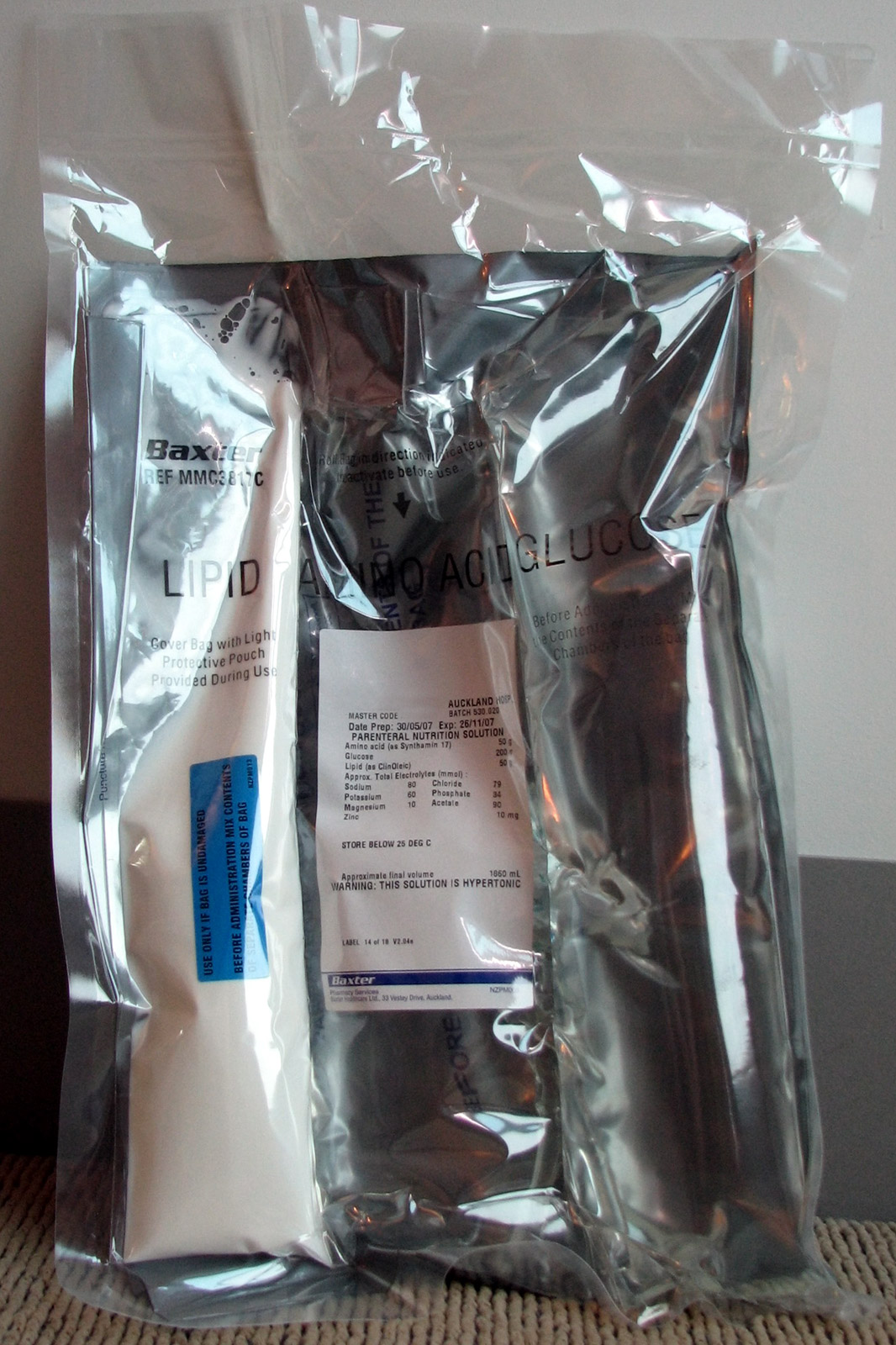
کیت تغذیه پرانتارال
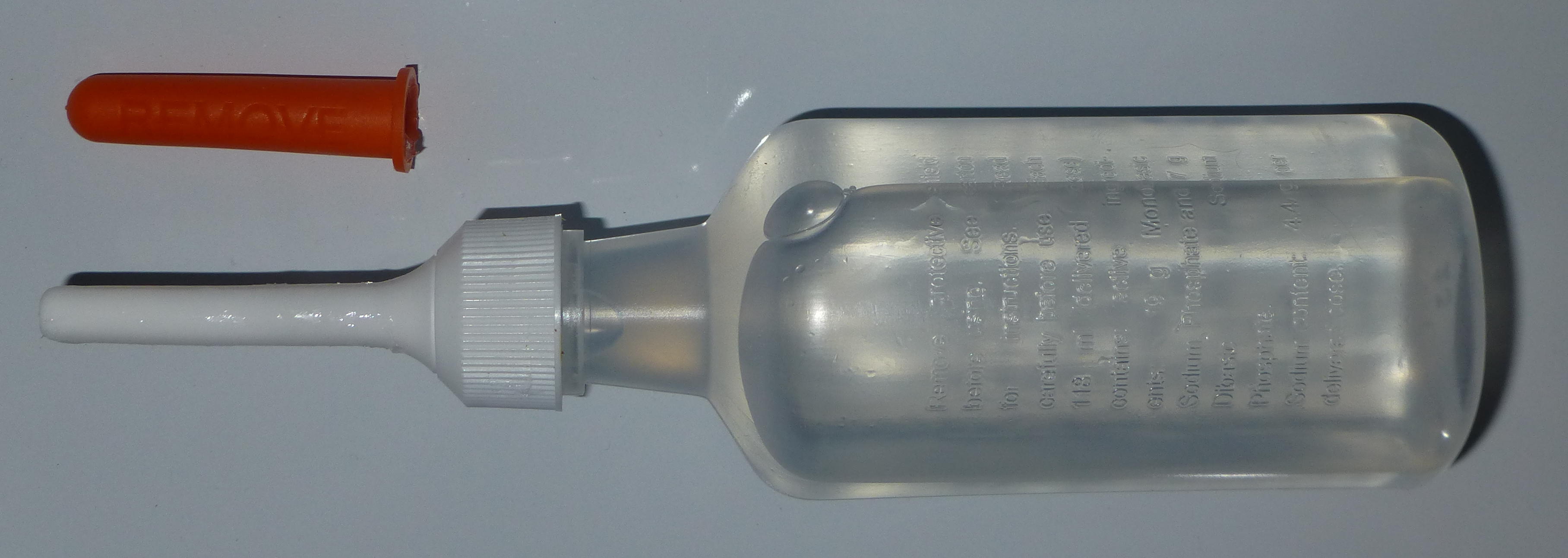
یک تنقیه آماده و یکبار مصرف
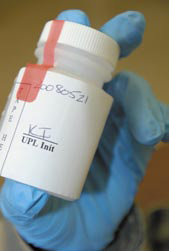
بطری تست دارو با مهر احراز هویت
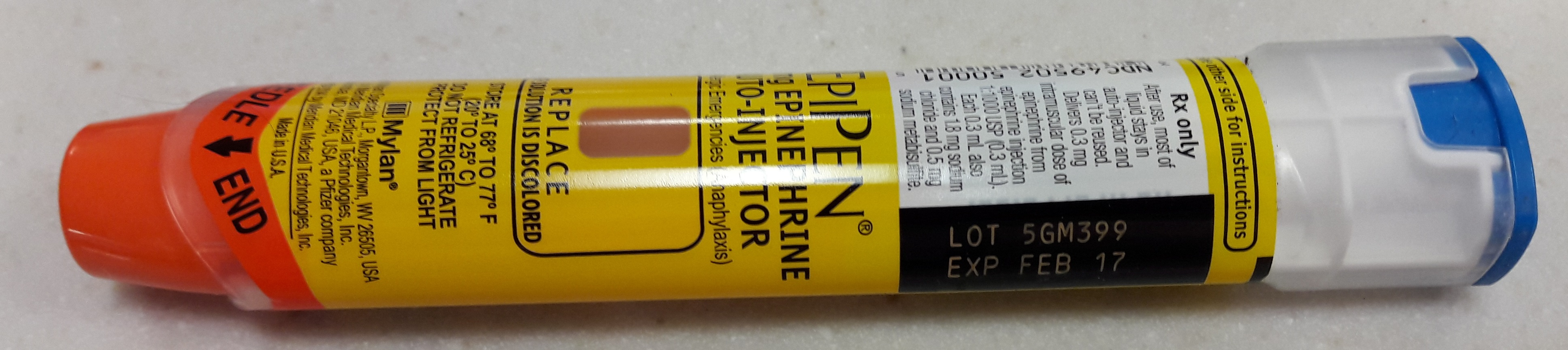
تزریق خودکار اپی نفرین
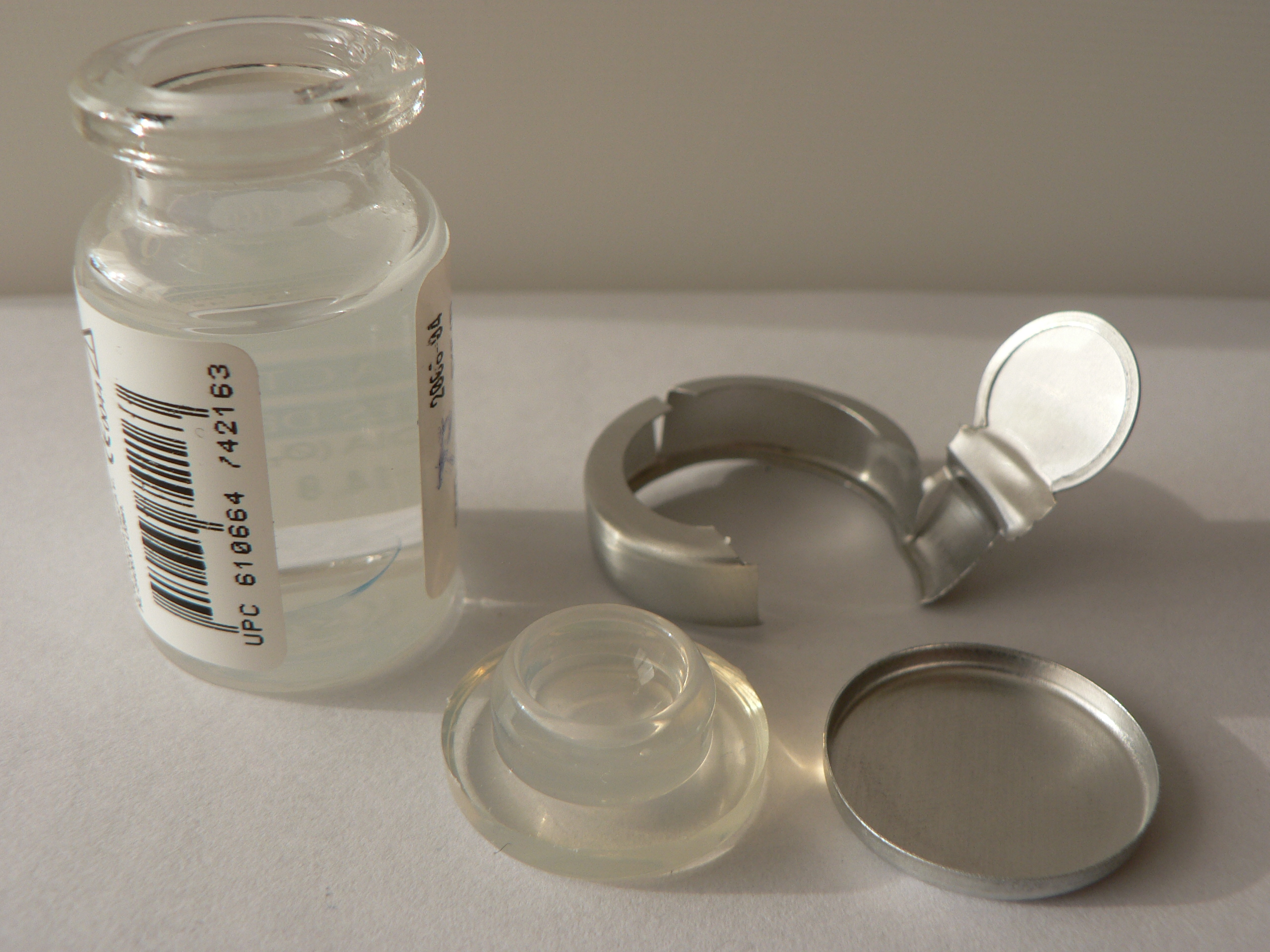
نوار فلزی قابل پوشاندن روی بطری دارویی
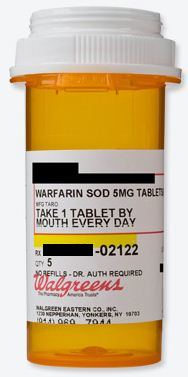
بطری نسخه
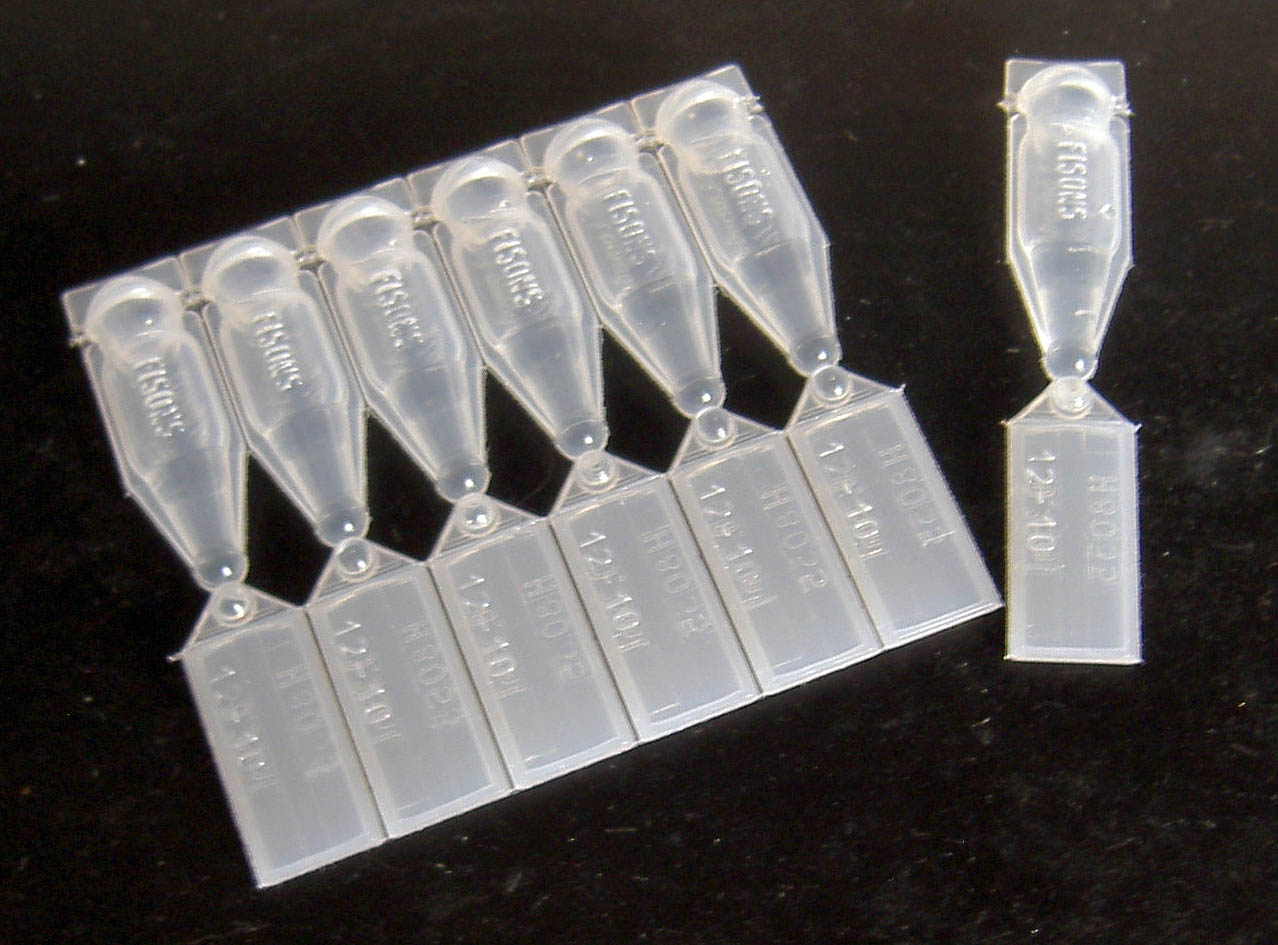
ویال استریل تک دوز قطره چشم
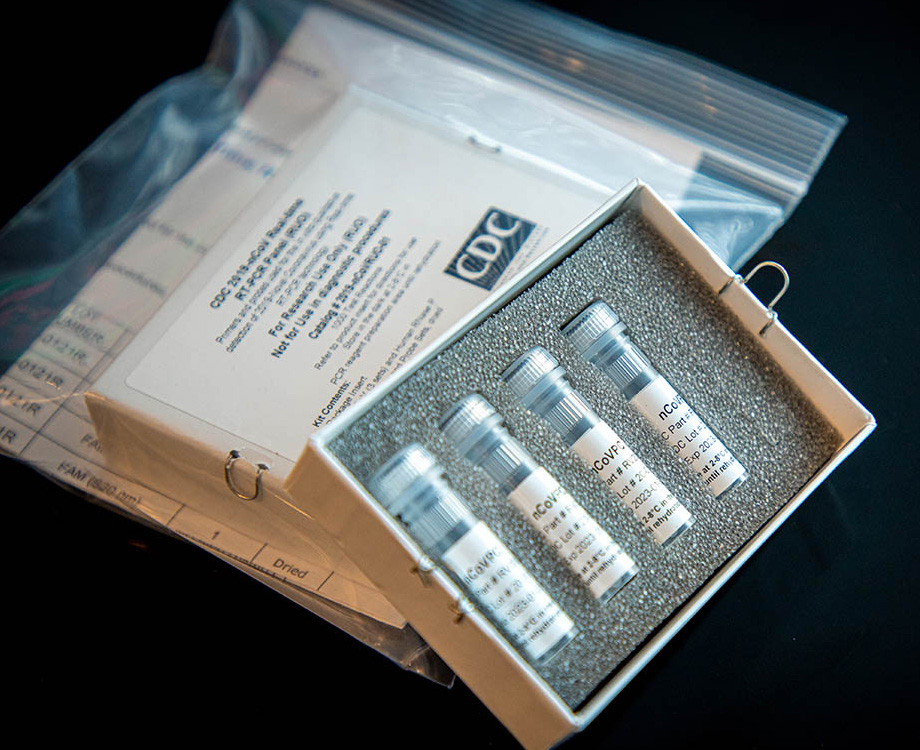
کیت تست آزمایشگاهی COVID-19 CDC ایالات متحده